# Comté de Hanau-Münzenberg
Le comté de Hanau-Münzenberg (en allemand : Grafschaft Hanau-Münzenberg) est un ancien État du Saint-Empire romain germanique. Il apparait en 1458 avec la division du comté de Hanau (en). Le landgrave Guillaume VIII de Hesse-Cassel devient comte de Hanau-Münzenberg en 1736. Son petit-fils Guillaume hérite du comté à sa mort en 1760, et le comté devient la Hesse-Hanau.

## Territoire
Le comté comprenait :
- La juridiction d'Altengronau (de)
- Le bailliage d'Altenhaßlau (de)
- Le bailliage de Bieber (de)
- Le bailliage de Brandenstein (de)
- Le bailliage de Büchertal (de)
- Le bailliage de Dorheim (de)
- Le bailliage de Joßgrund (de)
- Le bailliage de Lauda (de)
- Le bailliage de Lohrhaupten (de)
- Le bailliage de Münzenberg (de)
- Le bailliage de Ortenberg (de)
- Le bailliage de Partenstein (de)
- Le bailliage de Rodheim (de)
- Le bailliage de Schlüchtern (de)
- Le bailliage de Schwarzenfels (de)
- Le bailliage de Steinau (de)

## Comtes
- Maison de Hanau (de) (1458-28 mars 1736)
  - Philippe Ier (en) (1458-26 août 1500) ;
  - Reinhard IV (en) (26 août 1500-30 janvier 1512), son fils ;
  - Philippe II (30 janvier 1512-28 mars 1529), son fils ;
  - Philippe III (en) (28 mars 1529-14 novembre 1561), son fils ;
  - Philippe-Louis Ier (14 novembre 1561-4 février 1580), son fils ;
  - Philippe-Louis II (4 février 1580-9 août 1612), son fils ;
  - Philippe-Maurice (9 août 1612-3 août 1638), son fils ;
  - Philippe-Louis III (3 août 1638-12 novembre 1641), son fils ;
  - Jean-Ernest (12 novembre 1641-12 janvier 1642), son cousin ;
  - Frédéric-Casimir (12 janvier 1642-3 juin 1680), également comte de Hanau-Lichtenberg ;
  - Philippe-Reinhard (3 juin 1680-4 octobre 1712), son neveu ;
  - Jean-Reinhard III (4 octobre 1712-28 mars 1736), son frère, également comte de Hanau-Lichtenberg ;
- Maison de Hesse-Cassel (28 mars 1736-31 octobre 1785)
  - Guillaume VIII (28 mars 1736-1er février 1760), également landgrave de Hesse-Cassel ;
  - Guillaume IX (1er février 1760-31 octobre 1785), son petit-fils, landgrave de Hesse-Cassel à partir de 1785